# تجگی سیستانی
تجگی شیرینی و خوراک دلچسبی در سیستان است که از شیرینی جوانه گندم، آرد، روغن و آب تهیه می‌شود.
شباهت تجگی به سمنو فقط در استفاده از جوانه گندم است در حالی که دستور پخت کاملاً متفاوتی دارند. در حقیقت ظاهر و حتی طعم تجگی شباهتی به سمنو ندارد، اما چون از همان مواد اولیه در تهیه این خوراکی سیستانی استفاده می‌شود، برخی به آن نام، سمنوی جنوبی را داده‌اند.
پخت این شیرینی را از دی ماه آغاز می‌کنند و تا زمان عید، بسیاری از مردم به طبخ آن می‌پردازند. بد نیست بدانید در طبخ تجگی که در سیستان به عنوان چله کلو شناخته می‌شود، گاهی یک لایه خرما نیز به مواد اولیه اضافه می‌کنند تا لذیذتر شود.

## روش پخت

### روش اول
طرز تهیه تجگی سیستانی:
در سیستان برای تهیه آرد تجگی، از جوانه گندم استفاده می‌کنند. جوانهٔ بدست آمده از گندم را خشک و در آخر آسیاب می‌کنند.
خمیر تجگی را مانند خمیر نان با این تفاوت که هیچ ماده اضافی به آن نمی افزائیند آماده می‌کنند. روغن را در ظرفی ریخته و خمیر آماده شده را در روغنی که از قبل سرخ شده پهن می‌کنند و می‌گذارند یک طرف آن در روغن سرخ شود. هنگامی که یک طرف آن به رنگ طلایی درآمد خمیر را برمی‌گردانند و می‌گذارند سمت دیگر آن نیز به همین روش پخته شود.

### روش دوم
طرز تهیه شیرینی تجگی (شیرینی جوانه گندم) محلی سیستان
آماده‌سازی: ۳۰ دقیقه
مواد اولیه:
آب: به میزان لازم
روغن حیوانی: دو قاشق غذاخوری
آرد جوانه گندم: یک پیمانه
آرد گندم (الک شده): یک پیمانه
ابتدا آرد گندم الک شده را با آرد جوانه گندم خوب مخلوط نمایید و سپس آب را به تدریج اضافه نمایید تاجایی که خمیری دیگر به دستتان نچسبد (اگر خمیر هنوز به دست می‌چسبد به اندازه مساوی از هر دو آرد اضافه نمایید)
فر را ۲۰دقیقه قبل روی دمای ۱۸۰درجه سانتی گراد روشن نمایید، کف ظرف گردی رابایک قاشق غذاخوری روغن یاکره چرب نمایید وخمیر رابه قطر۲سانت بادست داخل ظرف پهن نموده و مدت۳۰دقیقه درفر قرار دهید البته زمان پخت به دمای فر بستگی دارد و طرف شیرینی باید زرد کهربایی شود این شیرینی چون از جوانه گندم تهیه می‌شود سرشار از ویتامین می‌باشد.